# República de Dubrovnik (1991)
La República de Dubrovnik (en serbio: Dubrovačka Republika; Дубровачка република) fue un protoestado serbio durante el Asedio de Dubrovnik en la Guerra croata de Independencia, autoproclamada el 15 de octubre de 1991 en el Hotel Croatia por 300 residentes del área de Dubrovnik ocupadas de Croacia, luego de ser capturada por miembros del 2° Cuerpo del Ejército Popular Yugoslavo (JNA). Su presidente provisional fue Aleksandar Aco Apolonio.
El territorio proclamado correspondió con las fronteras de la República de Ragusa anteriores a 1808, que se extendía desde Neum (la única ciudad costera de Bosnia y Herzegovina) hasta Prevlaka (en la frontera marítima de Croacia con Montenegro), sólo llegó a existir en los pueblos ocupados de Cavtat y Konavle. El Tribunal Penal Internacional para la ex-Yugoslavia (TPIY) durante el juicio del presidente serbio Slobodan Milošević, identificó a la República de Dubrovnik como parte de varias regiones en Croacia que Milošević buscaba para crear un "estado dominado por serbios". El TPIY declaró que la campaña de la JNA en la región de Dubrovnik tenía como objetivo asegurar territorio para esta entidad.

## Historia
En enero de 1992, el dirigente nacionalista serbio Vojislav Šešelj declaró su respaldo de un estado que incluía a Serbia, Montenegro, Macedonia, Bosnia y Herzegovina, la República Serbia de Krajina, y a la República de Dubrovnik dentro de sus fronteras. Šešelj y su Partido Radical Serbio respaldaron la fundación de la República de Dubrovnik. La república fue disuelta junto con el control militar de la JNA en la región, después del oficial desmantelamiento de todas las fuerzas de la JNA en Croacia en mayo de 1992.

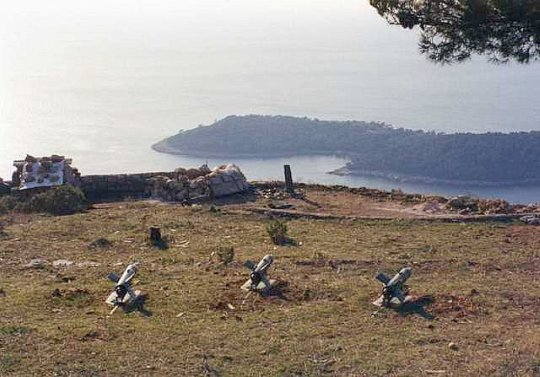
Cohetes del JNA en una posición directamente frente a Dubrovnik en diciembre de 1991.

Si bien se estableció con la asistencia del JNA, el gobierno serbio no emitió ninguna declaración de apoyo a este gobierno y no incluyó a la república en sus discusiones políticas. Sin embargo, los líderes serbios deseaban la incorporación de Dubrovnik a un estado pan-serbio, como se demuestra en el diario de Borisav Jović e interceptaron comunicaciones dentro del círculo íntimo del presidente serbio Slobodan Milošević, con la frontera adriática del estado pan-serbio con Croacia se establece en el puerto de Ploče.
El liderazgo serbiomontenegrino durante el Asedio de Dubrovnik tuvo planes para anexionar Dubrovnik junto con las "regiones costeras de Croacia entre la ciudad de Neum, Bosnia y Herzegovina, en el del noroeste y la frontera montenegrina en el sudeste" a Montenegro. En cuanto a Ploče, se decidió en noviembre de 1991 que la ciudad se convierta en un territorio de las áreas controladas por serbios de Bosnia y Herzegovina (antes de la formación de la Republika Srpska en 1992). Debido a la necesidad de usar el territorio de Bosnia y Herzegovina para lanzar la invasión en Dubrovnik, el dirigente serbobosnio Radovan Karadžić se incluyó en los planes para tomar Dubrovnik. Días antes a la formación de la República de Dubrovnik, el 7 de octubre de 1991 Karadžić dijo en una conversación telefónica "Dubrovnik necesita ser salvadas para Yugoslavia. Que sea una república... Deberían encontrarse allí algunos ciudadanos para decidirlo cuándo sean liberados". Más tarde esa semana en una conversación telefónica con Gojko Đogo, Karadžić dijo que Dubrovnik "tiene que ser puesto bajo comando militar y ya está... ¡Dubrovnik nunca fue croata!". Đogo respondió declarando que el territorio alrededor de Dubrovnik debía ser étnicamente limpiado, diciendo: "¡Quemen todo y adiós!... ¡Al norte del río  Dubrovnik mata a todos!".
Durante el Asedio de Dubrovnik, fuerzas irregulares serbio-montenegrinas y reservistas de la JNA iniciaron una serie de disturbios en Dubrovnik; nadie escapó a la violencia: granjas y aldeas fueron saqueados, casas y granjas fueron incendiadas, se iniciaron incendios en huertas y campos, y el ganado fue asesinado. La población mayoritariamente croata de Dubrovnik huyó en su totalidad de la ciudad en medio de la violencia.
A pesar de que el JNA había acordado un alto el fuego en enero de 1992, el sur Dalmacia al sur de Ston todavía estaba bajo la ocupación del grupo Trebinje-Bileća del 2.º Ejército del JNA que bombardeaba Dubrovnik; la intervención de la JNA oficialmente culminó en mayo de 1992, lo que marcó la disolución oficial de la república, y el grupo fue redesignado como el Cuerpo Serbio-Bosnio Herzegovino el 4 de mayo de 1992. A pesar del retiro de la JNA, los combates entre la unidad serbobosnia y las fuerzas del ejército croata continuaron hasta el 23 de octubre de 1992.